# 佐々木飛吉
佐々木 飛吉（ささき とびきち、明治2年1月15日（1869年2月25日） - 昭和28年（1953年）5月23日）は、明治から昭和にかけて北海道静内郡静内町に居住したアイヌ。アイヌ協会の創立メンバーで、アイヌ文化伝承者であった。

## 生涯
東静内アザミの沢出身で、同地に住んだアイヌ名はOperikun、オペリクン、オペレクン・テクンアレ、ペイレン。opは海でカジキマグロを獲るのに使うホコであり、それを使うのが上手と言うこと、「ホコ使い上手」を意味するオッㇷ゚エリクンが転訛したものという。
アイヌ語に優れ、パルンクル（雄弁家）であった。静内地方でも著名な首長、長老であり、戦前・戦後を通し多くの著名人が訪れた。葛野辰次郎の母方の親族（祖母の養父もしくは再従兄弟）であり、神々の祈り言葉について葛野は飛吉のものを手本としていたという。首長としては、地味良く、日高昆布や鮭の産地でもある山林原野約2000haを所有し、その土地は日高山脈を越え十勝平野に至るまでに及んだ。しかし和人に金を騙し取られ、その借金のために財産を失い、失意の内に死去した。一方で養鶏、養豚、狢の繁殖、馬の改良増産に従事し、奪われた田畑を全て買い戻したのみならず、新たに払い下げを受けてアイヌでも有数の地主となったとの記述もある。

## 家族
- 8世祖・ノチウノ・エカシNociwno ekasi
- 7世祖・シㇼカントゥカン・エカシSirkantukan ekasi
- 6世祖・オフㇺトゥラ・エカシOhumtura ekasi
- 高祖父・チウリキン・エカシCiwrikin ekasi（和人）
- 曾祖父・リㇰトゥイェ・エカシRiktuye ekasi
- 祖父・ソンコサン・エカシSonkosan ekasi
- 父・サパレウㇰSapareuk[8]
- 子・佐々木太郎[6]
- 孫娘（太郎の子）・岡本頼子[3]